# Negros
Negros ist die größte der zu den Philippinen gehörenden Visayas-Inseln und die drittgrößte Insel des gesamten Archipels.
Die Insel ist 13.328 km² groß und hat laut dem Zensus von 2007 3,6 Millionen Einwohner. Die wichtigsten Städte der Insel sind Bacolod City im Norden, Kabankalan City im Westen und Dumaguete City im Südosten.

## Geographie
Die Nachbarinseln von Negros sind im Nordwesten Panay und die kleinere Guimaras, getrennt durch die Guimaras-Straße und den Golf von Panay. Im Osten liegt die Insel Cebu, getrennt durch die Tanon-Straße und im Südosten das kleinere Siquijor und die Insel Bohol. Weit im Süden liegt Mindanao getrennt durch die Mindanaosee und weit im Westen die Palawan-Inselgruppe, getrennt von Negros durch die Sulusee. Die Visayas-See trennt Negros von der Hauptinsel der Philippinen Luzon.
Die Form der Insel erinnert an eine Socke; die Küstenlinie verläuft jedoch relativ gleichmäßig und wird nur von wenigen tieferen Buchten, wie der Bucht von Bais City, tief eingeschnitten. Der Küste vorgelagert sind viele Korallenriffe und kleinere Inseln, wie die Insel Apo im Süden, Danjugan Island vor der Westküste und die Insel Sipaway vor der Ostküste.
Die Topografie der Insel wird von den Vulkan-Gebirgen des Cuernos de Negros im Südosten und der Vulkane Mandalagan, Kanlaon und Silay im nördlichen Zentrum der Insel bestimmt. Im Nordosten und Nordwesten der Insel dehnen sich große Ebenen aus, die größtenteils Landwirtschaftlich genutzt werden. Im Südwesten der Insel liegt das Wassereinzugsgebiet des Ilog Rivers, der an seiner Mündung ein 50 km² großes Delta  ausbildet.

## Natur

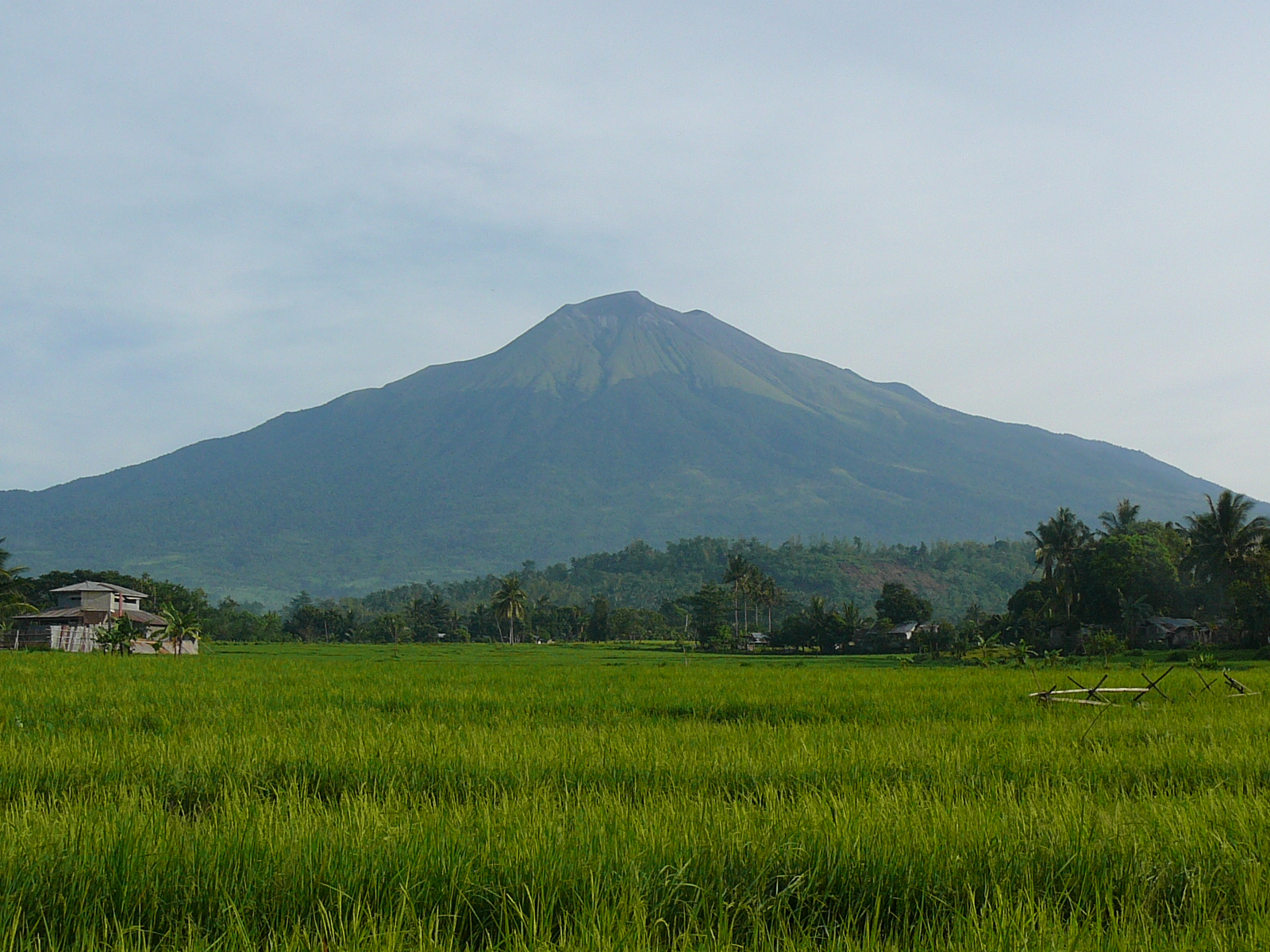
Der Vulkan Kanlaon

Bis in die Mitte des 19. Jahrhunderts war die Insel größtenteils bewaldet mit einem tropischen Regenwald. Mit der immer größeren Ausweitung der Zuckerrohrproduktion wurden die Flachländer größtenteils entwaldet. Heutzutage finden sich Regenwälder nur noch ab etwa 800 Metern Höhe im nördlichen Teil der Insel. Der südliche und südöstliche Teil der Insel ist heutzutage stärker bewaldet als der nördliche. Vor der Küsten der Insel befinden sich zahlreiche Korallenriffe mit einer sehr großen Artenvielfalt. Die meisten der Riffe sind marine Naturschutzgebiete, in denen wirtschaftliche Aktivitäten größtenteils verboten sind, um die Fischbestände zu schützen. Es finden sich auf der Insel viele Wasserfälle, kleinere Seen und zahlreiche Höhlensysteme. Aufgrund der Insellage leben auf Negros zahlreiche endemische vom Aussterben bedrohten Tierarten wie dem Visayas-Pustelschwein (Sus cebifrons) und des Prinz-Alfred-Hirsches (Cervus alfredi) und die Negros-Spitzmaus.
Bei der Erfassung der Avifauna wurden unter anderem Bestände des Tariktik-Hornvogel (Penelopides panini), der Negros-Fruchttaube (Ptilinopus arcanus), der Negros-Dolchstichtaube (Gallicolumba keayi), der Gefleckte Fruchttaube (Ducula carola) und des Negrosdschungelschnäpper (Rhinomyias albigularis) nachgewiesen. Zum Schutz der Biodiversität der Insel wurden die Nationalparks Mount Kanlaon Natural Park im Inselzentrum und im Süden der Balinsasayao Twin Lakes Natural Park eingerichtet. Weitere Naturschutzgebiete sind der Northern Negros Natural Park, das Sagay Marine Reserve, das Ilog-Hilabangan Watershed Forest Reserve und das Kabangkalan Watershed Forest Reserve.

## Geologie
Die Geologie von Negros offenbart die vulkanische Entstehungsgeschichte der Insel. Die Gesteinsschichten bestehen aus einer Mischung von vulkanischen Basalten, Schlacken, Tuffgesteinen und einer Abfolge von Sedimentgesteinen aus Kalk-, Schiefer-, Sand- und Schluffstein. Die Entstehung der verschiedenen Gesteinsschichten konnte vom Jura bis in das Holozän zurückverfolgt werden.
Die Insel Negros entstand bei dem Zusammenstoß zweier geotektonischer Kleinstplatten, indem sich die Palawan-Platte unter die Philippinische Platte schob und die Inseln der westlichen Visayas aus dem Meer emporhob. Diese Subduktionszone ließ auf der Insel die zahlreichen Vulkane entstehen und ist stark erdbebengefährdet. In der Vergangenheit erschütterten viele starke Erdbeben die Insel, wie 1948 ein Erdbeben der Stärke 8,1 oder am 6. Februar 2012 ein Erdbeben der Stärke 6,7 auf der Richterskala die Insel erschütterte, zahlreiche Gebäude einstürzen ließ und 48 Menschen tötete.

## Wirtschaft

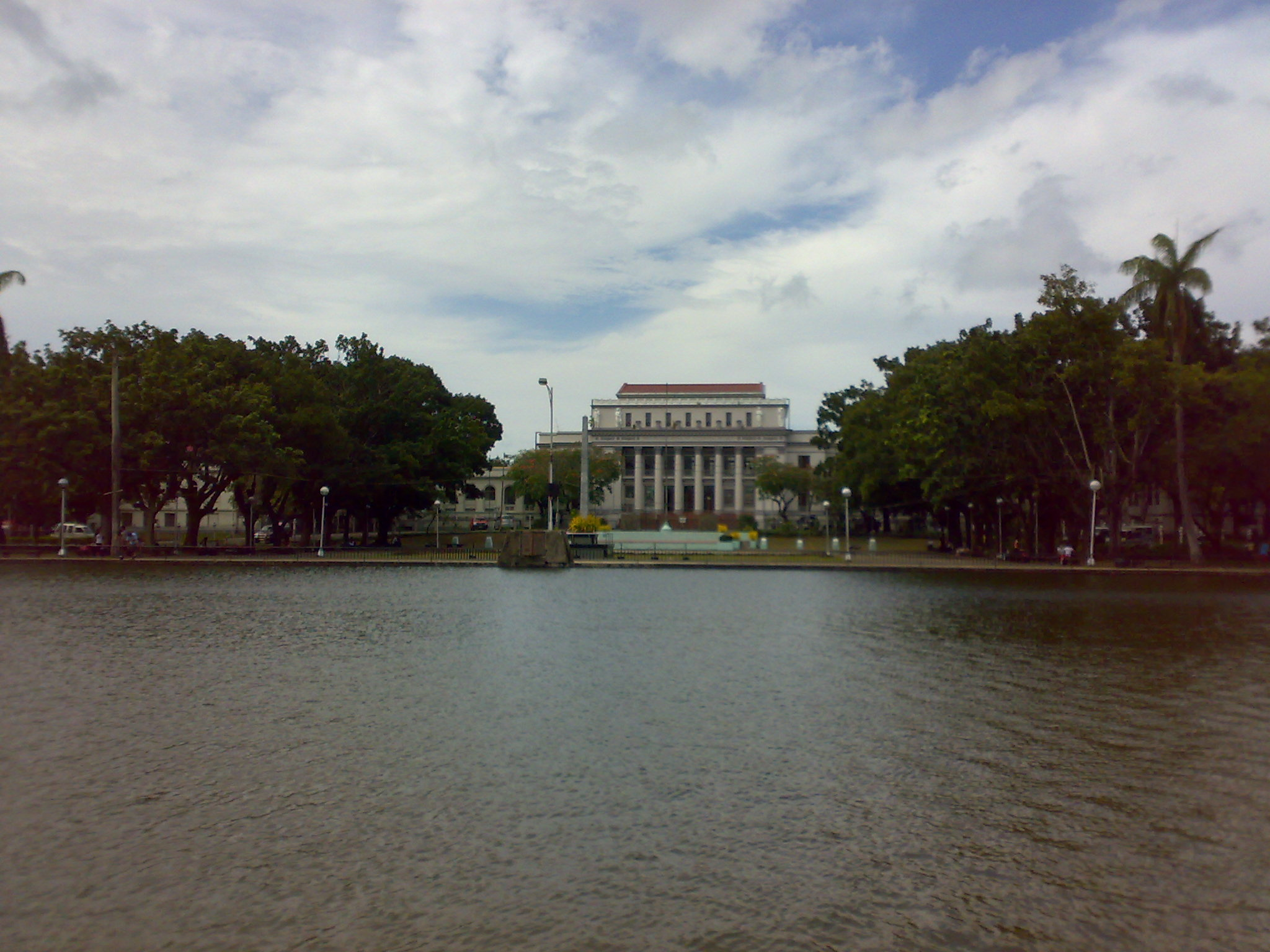
Capitol Park in Bacolod

Der mit Abstand wichtigste Wirtschaftszweig ist die Landwirtschaft, etwa 60 % der philippinischen Zuckerproduktion stammt von der Insel Negros. Auf etwa 450.000 Hektar, das ist mehr als die Hälfte der landwirtschaftlich nutzbaren Fläche von Negros, wird Zuckerrohr angebaut. Weitere landwirtschaftliche Produkte sind Reis, Mais, Bananen und zahlreichen Produkten aus Kokosnüssen. Hochburgen der Zuckerindustrie sind Victorias und Binalbagan. Dort befinden sich die größten Zucker-Raffinerien der Insel. Laut der philippinischen Statistikbehörde NSCB gehört die Insel zu den wohlhabenderen Regionen des Landes, trotzdem ist der Abstand zwischen Arm und Reich auf Negros besonders stark ausgeprägt. Die reiche vermögende Oberschicht besitzt die großen Zuckerrohrplantagen und der Rest der Bevölkerung lebt vielfach in Armut und arbeitet auf den Plantagen. In den letzten Jahrzehnten haben sich auch andere Industrien auf der Insel angesiedelt, wodurch sich die Verdienstmöglichkeiten der Bevölkerung erweitert haben.

## Geschichte

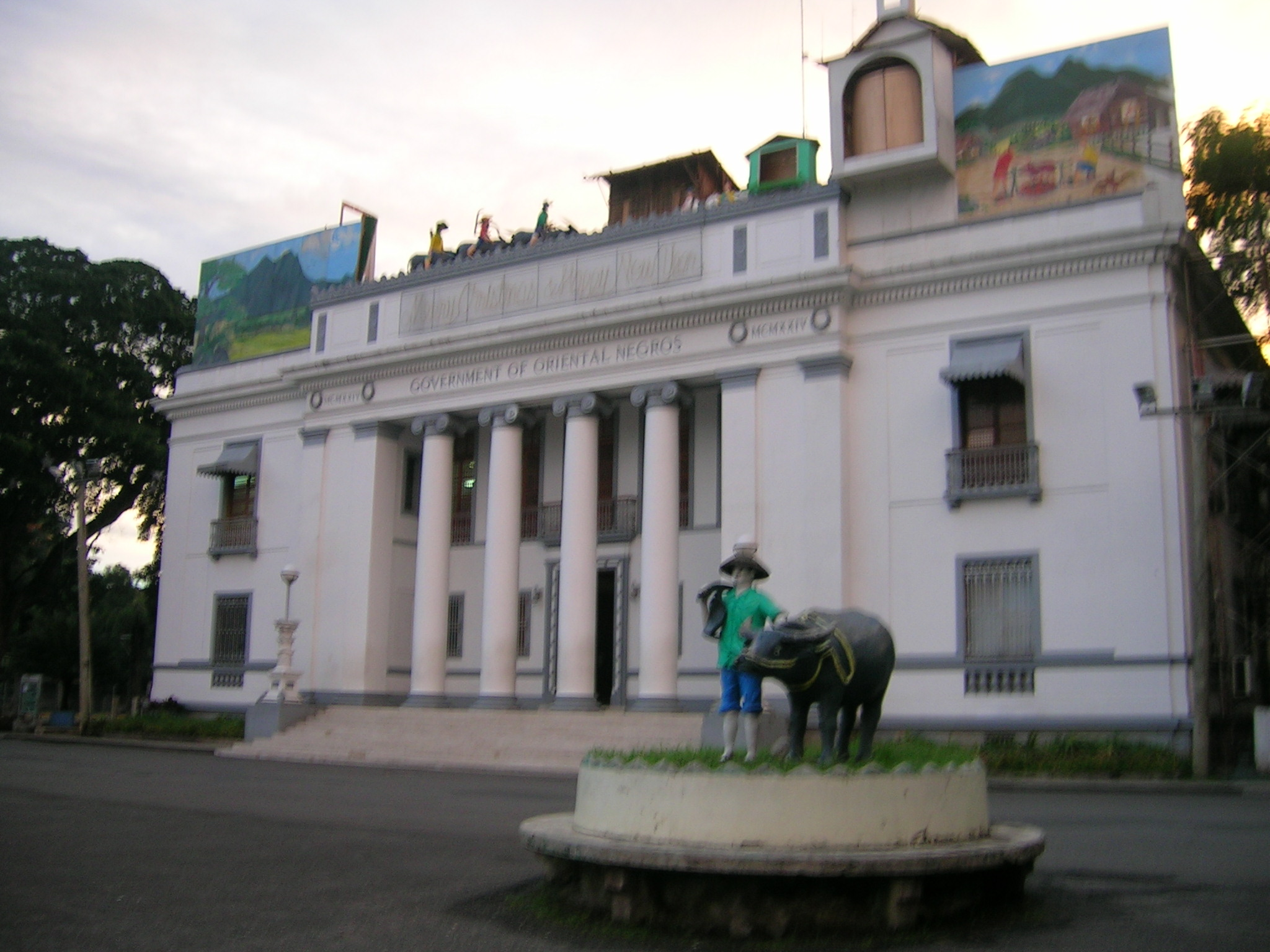
Capitol von Negros Oriental in Dumaguete

Negros wurde einst von den Einheimischen „Buglas“ genannt, was in den einheimischen Sprachen von Negros „abgeschnitten“ bedeutet und auf die Form einer übermannshohen Grasart anspielt. Es wird angenommen, dass Negros einst ein Teil einer wesentlich größeren Landmasse war und sowohl durch tektonische Veränderungen als auch durch den steigenden Meeresspiegel nach dem Ende der letzten Eiszeit von den anderen Inseln der Visayas getrennt wurde.
Die ersten bekannten Bewohner der Insel waren die dunkelhäutigen Negritos. Nach ihnen benannten die Spanier die Insel bei ihrer Ankunft im April 1565. Die Negritos lebten hauptsächlich entlang der Küste der Insel. Zwei der ersten schriftlich belegten Ansiedlungen gehen auf die Negritos zurück, Binalbagan und Ilog. Die meisten Negritos betrieben Landwirtschaft und trieben Tauschhandel mit chinesischen und anderen asiatischen Händlern, die die Insel bereits seit dem 13. Jahrhundert regelmäßig besuchten. Obwohl keine schriftlichen Dokumente gefunden wurden, konnten Artefakte und Relikte aus der Zeit der Song-Dynastie im 12. Jahrhundert in den Städten Bacong, Bayawan City und La Libertad in Negros Oriental und Escalante City in Negros Occidental ausgegraben werden. Die erste bekannte urkundliche Erwähnung der Insel Negros geht auf das Jahr 1545 zurück, in dem Atlas des renommierten spanischen Kartographen Alonso de Santa Cruz. Auf der Karte von Santa Cruz wurde die Insel y de Negros verzeichnet.
Die Spanier erreichten Negros im April 1565, als ein Schiff die Insel umrundete und näher untersuchte. Bereits 1571 wurden 13 Encomiendas auf der Insel eingerichtet, durch den Konquistador Miguel López de Legazpi, und der Gerichtsbarkeit der kolonialen Verwaltung der Provinz Oton auf der Insel Panay unterstellt. 1572 begann die Christianisierung der Bevölkerung von Negros durch die Mönche des Augustinerordens.
Im Jahre 1734 wurde die Insel ein eigenständiger Distrikt durch die Einrichtung eines militärischen Verwaltungsbezirkes mit Verwaltungssitz in Ilog. Im Jahre 1795 wurde Negros eine eigenständige Provinz mit der Hauptstadt Himamaylan. Im Jahre 1865 wurde die Insel erst in zwei politisch-militärische Verwaltungsbezirke aufgeteilt, die am 1. Januar 1890 in die Provinzen Negros Occidental und Negros Oriental umgewandelt wurden.